# Heinz Ebert
Heinz  Ebert  (13 de outubro de 1907, Saxônia, Alemanha - Rio Claro, São Paulo, 1983) foi um geólogo alemão radicado no Brasil.
Teve sua formação básica em química, física e química analítica e amante das ciências naturais atuou como Geólogo do Serviço Básico da Prússia. Foi Doutor em Ciências e Livre- Docente pela Universidade de Leipzig, em 1934. Como Petrógrafo do Serviço Geológico da Saxônia, criou métodos de reconhecer sequências estratigráficas por análise estrutural e petrográfica. Foi  premiado pela Universidade de Leipzig e pela Academia de Ciências. De 1939 a 1946 a guerra interrompeu suas atividades geológicas. Voltando à geologia, abriu um escritório de Geologia Aplicada (águas subterrâneas, sondagens, geologia econômica, geologia para represas, etc.).
Heinz Ebert foi Professor em Recife, tendo influência na criação da CAGE (Campanha de Formação de Geólogos). Ensinou Mineralogia e Petrografia em vários Cursos e escolas do nordeste. De 1950 a 1956 atuou como Geólogo Especializado da D.G.M., que evoluiu do velho Serviço Geológico do Brasil, mapeou a região de São João Del Rei a Juiz de Fora e Barbacena, toda uma complexa região metassedimentar do sul de Minas. Em 1959, no Simpósio das Guianas, apresentou  importantes trabalhos sobre o Cristalino Brasileiro. Foi Conselheiro da SUDENE, formando técnicos em águas subterrâneas de zonas cristalinas.
Em 1962 mudou-se para Rio Claro, passando a lecionar  várias disciplinas do campo das Geociências, na Faculdade de Filosofia, Ciências e Letras de Rio Claro, atual Universidade Estadual Paulista (UNESP), auxiliando na criação do curso de geologia. Continuou seus estudos com atenção na região sul e sudoeste de Minas. Fez várias viagens ao exterior, trazendo para o Brasil o fruto de suas observações e contatos. Teve muitos discípulos durante os 20 anos que se dedicou ao curso de geologia de Rio Claro, muitos deles tornando-se professores e, continuando sua obra, principalmente na docência e na criação e manutenção do Museu de Minerais e Rochas "Heinz Ebert". Esse museu conta com uma vasta coleção que ele havia transferido para o acervo, incluindo várias coleções didáticas para serem utilizadas nas disciplinas Geologia, Mineralogia e Petrologia dos cursos de Geologia, Geografia e Biologia.
Formou em Recife vários alunos de pós-graduação. Examinou concursos Catedráticos, de Livres-Docentes, de Doutores, em várias universidades, aprimorando, assim, o corpo docente brasileiro. Publicou cerca de 60 trabalhos de grande valor conceitual nas Geociências, sobretudo no Brasil. Entre 1977 e 1980 também colaborou com o Curso de Geologia da Universidade Federal do Mato Grosso UFMT.
Em 1974, o Professor Heinz Ebert ganhou da Sociedade Brasileira de Geologia a medalha de ouro "José Bonifácio", o maior prêmio da Geologia Brasileira.
Ele foi um naturalista e, além da geologia, tinha paixão por coleção de borboletas. Veio a falecer em 1983.